# Dalbergstjärnen
Dalbergstjärnen är en sjö i Ovanåkers kommun i Hälsingland och ingår i Ljusnans huvudavrinningsområde. Sjöns area är 0,039 kvadratkilometer och den är belägen 290 meter över havet.